# Kyriákos Ioánnou
Kyriákos Ioánnou (en grec : Κυριάκος Ιωάννου, né le 26 juillet 1984 à Limassol) est un athlète chypriote, spécialiste du saut en hauteur. Il mesure 1,93 m pour 66 kg. Son record personnel, réalisé en 2007, est de 2,35 m. Il a remporté la première médaille chypriote lors des championnats du monde d'athlétisme.

## Carrière

### Premières apparitions internationales
En 2004, pour sa dernière chance de se qualifier pour les Jeux olympiques d'Athènes, Kyriakos Ioannou franchit la barre qualificative (2,28 m) dès son premier essai. Il participe donc aux Jeux d'Athènes où il quitte la compétition dès les qualifications, se classant 19e avec 2,25 m. L'année suivante, le Chypriote remporte les Jeux méditerranéens puis les Jeux des petits États d'Europe. Il se classe par ailleurs quatrième des Championnats d'Europe espoirs. Il se qualifie pour sa première finale mondiale lors des Championnats du monde d'Helsinki où il termine à la dixième place avec 2,25 m. L'Ukrainien Yuriy Krymarenko remporte le titre mondial (2,32 m).
La première médaille internationale pour Ioánnou est lors des Jeux du Commonwealth de 2006 en se classant 3e de la finale avec un bond à 2,23 m. 
En 2007 pour les championnats du monde se déroulant à Osaka, il ne fait pas partie des favoris avec un record personnel à 2,32 m. Mais Ioannou remporte la médaille de bronze, la première pour un athlète de Chypre dans un championnat du monde d'athlétisme. Il établit un nouveau record national avec 2,35 m, avant d'échouer de peu à 2,37 m. Il est devancé par le Bahaméen Donald Thomas et le Russe Yaroslav Rybakov aux essais. 

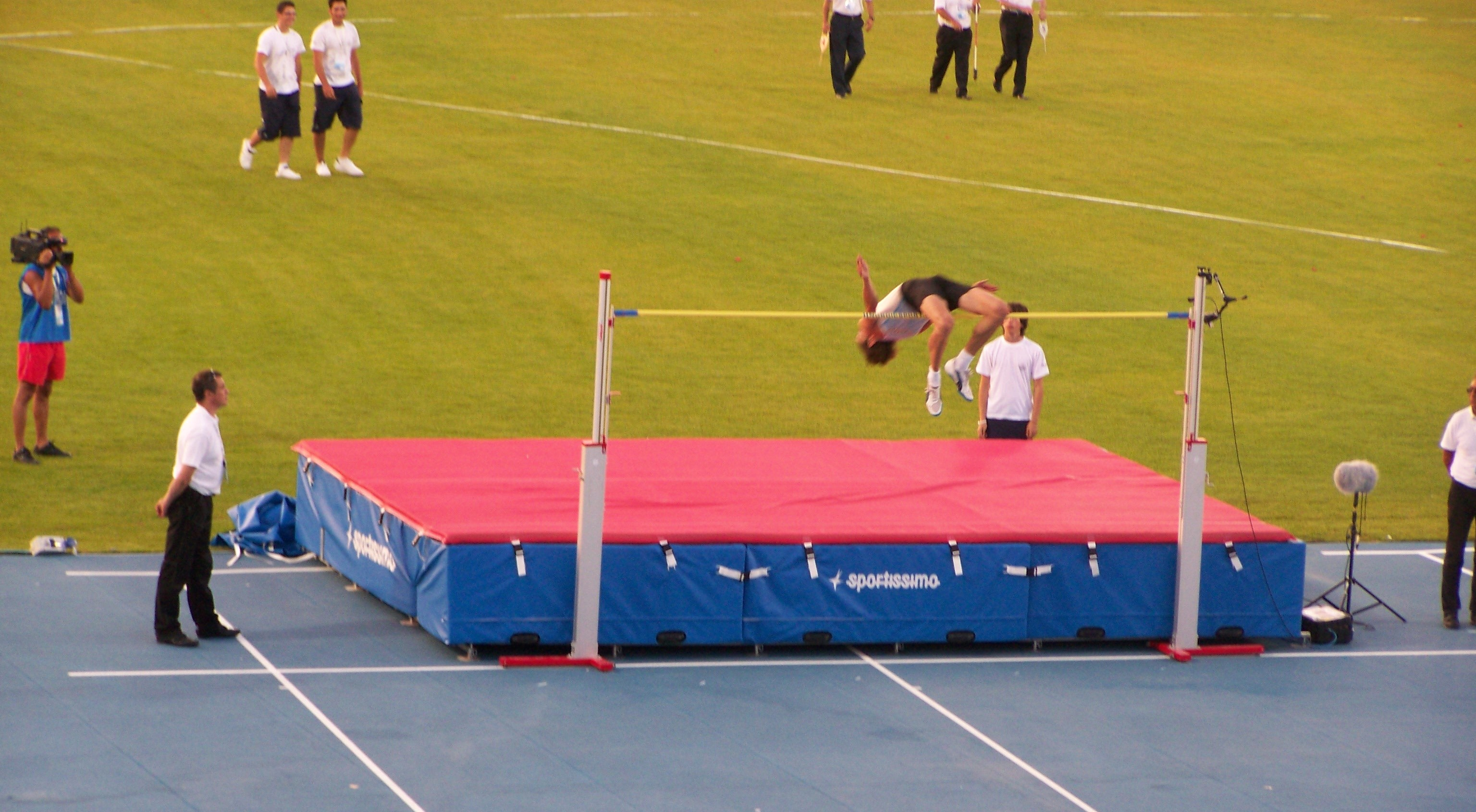
Kyriákos Ioánnou lors des Jeux méditerranéens 2009

En mars 2008, Kyriakos remporte la médaille de bronze aux championnats du monde en salle avec un saut à 2,30 m mais est éliminé en qualifications des Jeux olympiques de Pékin (2,25 m).

### 2009: la meilleure année
En 2009, il devient vice-champion d'Europe en salle à Turin derrière le Russe Ivan Ukhov. Il s'impose ensuite dans sa ligue des Championnats d'Europe par équipes (2,19 m) puis aux Jeux méditerranéens (2,30 m) et aux Jeux des petits États d'Europe (2,25 m). Figurant parmi les prétendants pour le titre mondial, Ioannou est finalement vice-champion du monde avec un saut mesuré à 2,32 m, devancé aux essais par le Russe Yaroslav Rybakov. En 2010, il échoue au pied du podium des Championnats du monde en salle de Doha.
En 2011, Ioannou ouvre sa saison estivale le 6 mai 2011 à Doha pour la première étape de la ligue de diamant. Il franchit 2,33 m à son troisième essai, ce qui est un nouveau record du meeting mais il est devancé aux essais par l'Américain Jesse Williams. Le 9 juin, le Chypriote remporte les Bislett Games d'Oslo, toujours pour la ligue de diamant (2,28 m). Il franchit 2,30 m à Paris où il se classe quatrième. Figurant parmi les favoris pour les Championnats du monde de Daegu, il est obligé de déclarer forfait juste avant la séance de qualifications à cause d'une blessure.

Il fait son retour en 2012 où il franchit 2,30 m à Limassol, ce qui le qualifie pour les Jeux olympiques de Londres. Malheureusement, il contracte une blessure qui lui provoque quelques gênes durant tout le reste de sa saison : lors des Championnats d'Europe d'Helsinki, il est éliminé avec seulement 2,15 m. Malgré tout, il se qualifie pour la finale olympique où il termine treizième avec 2,20 m. Il devance seulement le Français Mickael Hanany. En qualifications, Ioannou avait réalisé 2,26 m. En 2013, il fait une saison blanche.

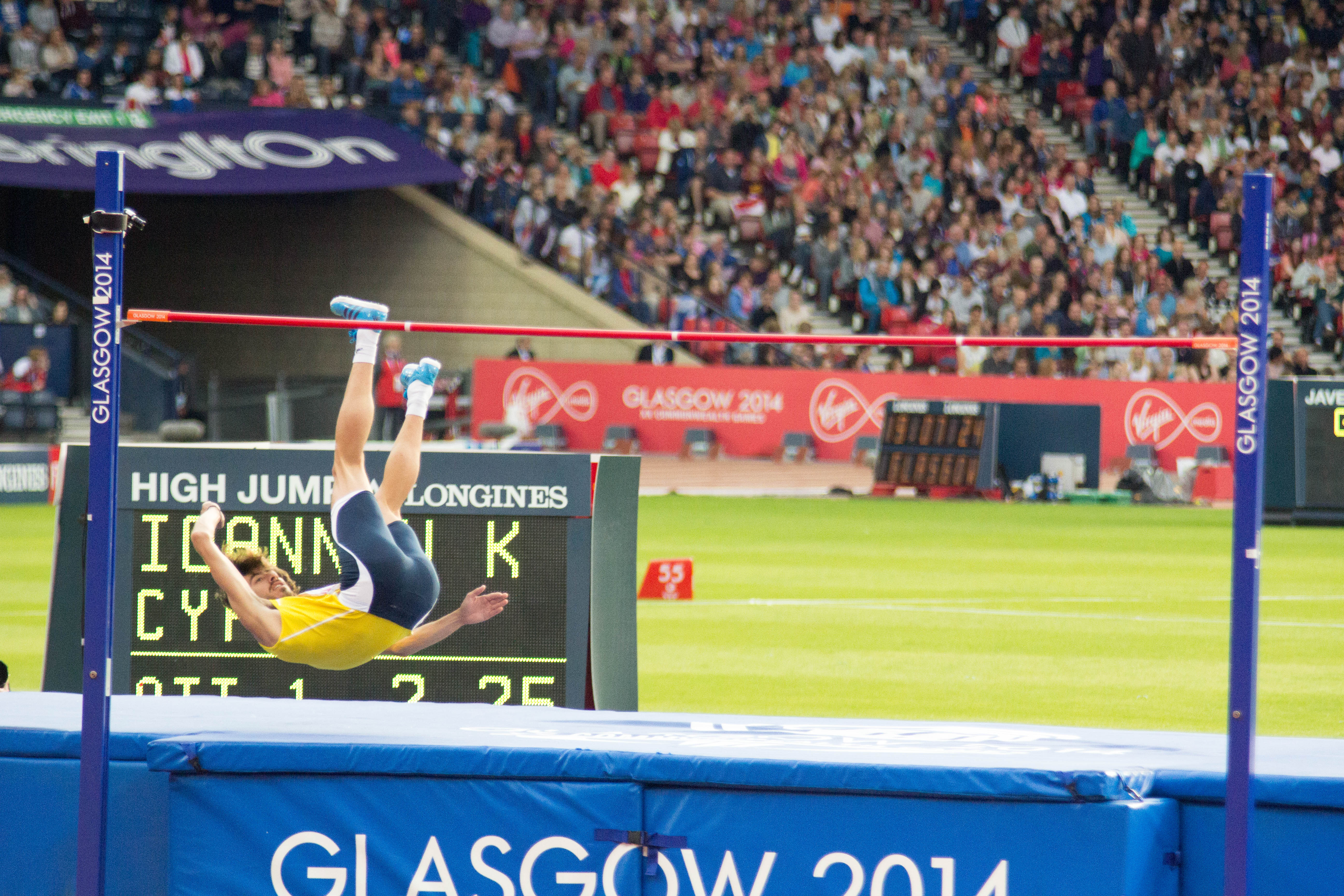
Kyriákos Ioánnou lors des Jeux du Commonwealth 2014

### 2014: retour
Il fait son retour sur les pistes en 2014 à l'occasion des Jeux du Commonwealth où il remporte une encourageante médaille d'argent avec 2,28 m, seulement devancé par le Canadien Derek Drouin (2,31 m). Il échoue deux fois à 2,31 m et une fois à 2,33 m.
Qualifié pour la finale des Championnats d'Europe en salle de Prague en mars 2015 avec 2,28 m, Ioannou se blesse en finale lors de son entrée en concours avec 2,24 m. Après de premiers examens, il annonce suvoir 3 centimètres d'ecchymoses et être en arrêt pour 4 semaines. Il ouvre sa saison estivale le 6 juin 2015 à La Canée, en Grèce et remporte le concours 2,29 m, minima réalisé pour les Championnats du monde de Pékin et pour les Jeux olympiques en 2016 à Rio. Il ne participe pas aux Championnats du monde bien qu'ayant réalisé les minima.
Le 13 février 2016, pour sa rentrée en salle, Ioannou égale son record national en salle vieux de huit ans avec une marque à 2,32 m, record qu'il partageait déjà avec Dimítrios Chondrokoúkis. Cette performance est son meilleur résultat depuis ses 2,33 m réalisés en 2011 à Doha. Il se classe 3e du concours derrière l'Italien Gianmarco Tamberi (2,38 m, WL) et le Britannique Chris Baker (2,36 m, PB).

Gêné par des problèmes au dos et au pied, le Chypriote commence sa finale des Championnats d'Europe d'Amsterdam à 2,29 m où il échoue par 3 fois, ayant par conséquences aucune marque valide.

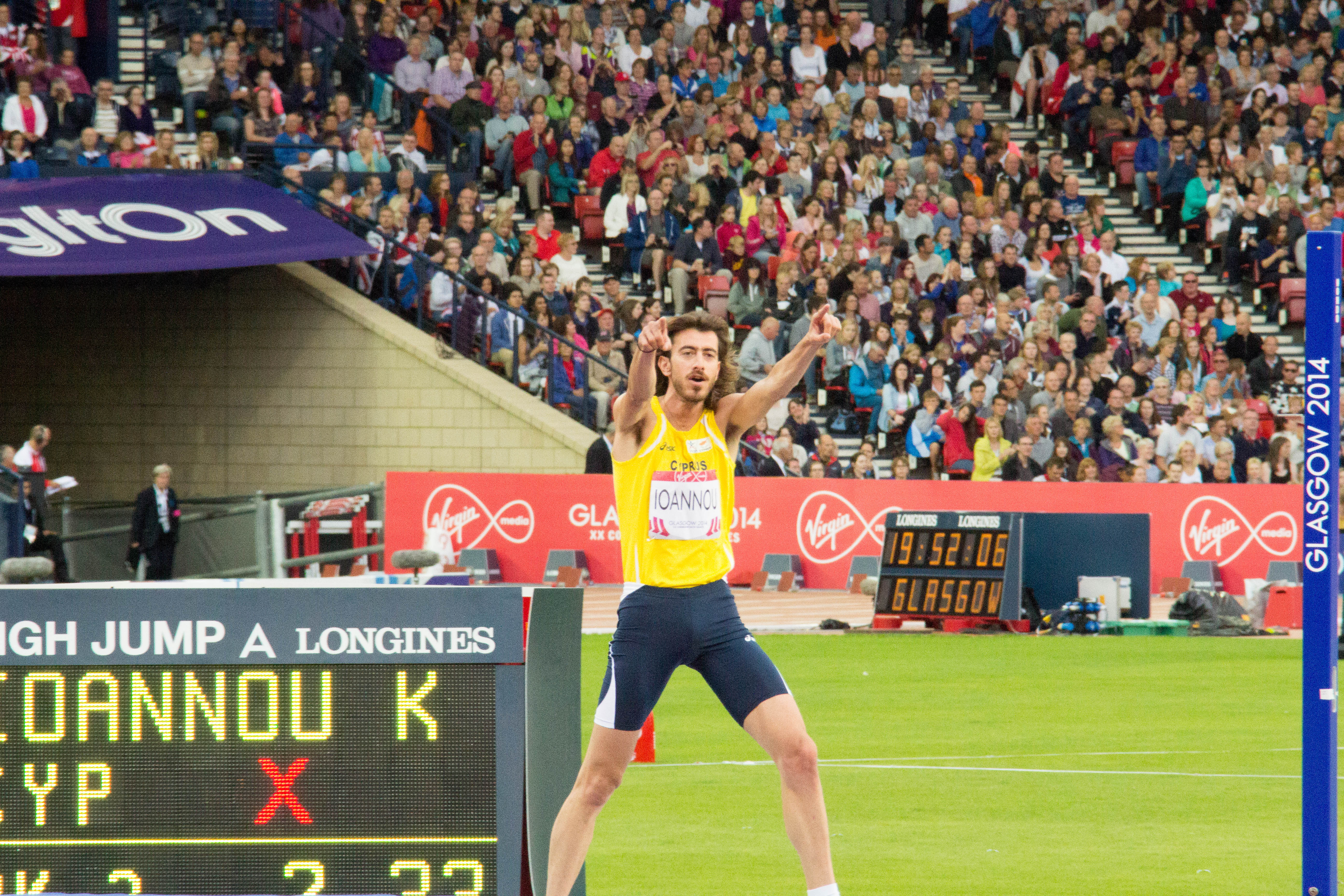
Ioánnou en 2014

Le 16 août 2016, Ioannou se classe 7e de la finale des Jeux olympiques de Rio avec 2,29 m.
En 2019, il revient à la compétition après trois années de blessures et quatre opérations, en sautant 2,06 m. Il remporte également la médaille d'argent aux Jeux des petits États d'Europe 2019 avec un saut à 2,09 m.

## Vie privée
Il se marie le 23 mai 2016 avec sa compagne. Il est père d'un petit garçon né le 10 novembre suivant.

## Palmarès
| Date | Compétition                       | Lieu            | Résultat | Marque |
| ---- | --------------------------------- | --------------- | -------- | ------ |
| 2003 | Jeux mondiaux militaires          | Catane          | 3e       | 2,15 m |
| 2004 | Jeux olympiques                   | Athènes         | qual.    | 2,25 m |
| 2005 | Championnats d'Europe en salle    | Madrid          | qual.    | 2,18 m |
| 2005 | Championnats d'Europe espoirs     | Erfurt          | 4e       | 2,27 m |
| 2005 | Championnats du monde             | Helsinki        | 10e      | 2,25 m |
| 2005 | Jeux méditerranéens               | Almería         | 1er      | 2,24 m |
| 2005 | Jeux des petits États d'Europe    | Andorre         | 1er      | 2,18 m |
| 2006 | Jeux du Commonwealth              | Melbourne       | 3e       | 2,23 m |
| 2007 | Universiade                       | Bangkok         | 2e       | 2,26 m |
| 2007 | Championnats du monde             | Osaka           | 3e       | 2,35 m |
| 2008 | Championnats du monde en salle    | Valence         | 3e       | 2,30 m |
| 2009 | Championnats d'Europe en salle    | Turin           | 2e       | 2,29 m |
| 2009 | Championnats d'Europe par équipes | Banska Bystrica | 1re      | 2,19 m |
| 2009 | Jeux méditerranéens               | Pescara         | 1er      | 2,30 m |
| 2009 | Jeux des petits États d'Europe    | Nicosie         | 1er      | 2,25 m |
| 2009 | Championnats du monde             | Berlin          | 2e       | 2,32 m |
| 2009 | Finale mondiale                   | Thessalonique   | 7e       | 2,22 m |
| 2010 | Championnats du monde en salle    | Doha            | 4e       | 2,28 m |
| 2010 | Championnats d'Europe par équipes | Marsa           | 1er      | 2,22 m |
| 2012 | Jeux olympiques                   | Londres         | 12e      | 2,20 m |
| 2014 | Jeux du Commonwealth              | Glasgow         | 2e       | 2,28 m |
| 2015 | Championnats d'Europe en salle    | Prague          | finale   | DNF    |
| 2016 | Championnats d'Europe             | Amsterdam       | finale   | NM     |
| 2016 | Jeux olympiques                   | Rio de Janeiro  | 7e       | 2,29 m |
| 2019 | Jeux des petits États d'Europe    | Bar             | 2e       | 2,09 m |
| 2019 | Championnats d'Europe par équipes | Varazdin        | 3e       | 2,10 m |

## Records
| Épreuve         | Épreuve   | Marque      | Lieu               | Date                           |
| --------------- | --------- | ----------- | ------------------ | ------------------------------ |
| Saut en hauteur | Plein air | 2,35 m (NR) | Osaka              | 29 août 2007                   |
| Saut en hauteur | En salle  | 2,32 m (NR) | Novi Sad Hustopeče | 7 février 2008 13 février 2016 |

### Meilleures performances par année
| Année | Hauteur    | Date                                                      | Lieu                                 | Rang |
| ----- | ---------- | --------------------------------------------------------- | ------------------------------------ | ---- |
| 2001  | 2,00 m     | 14 juin 2001                                              | Nicosie                              |      |
| 2002  | 2,15 m     | 9 juin 2002                                               | Limassol                             |      |
| 2004  | 2,28 m     | 3 août 2004                                               | Nicosie                              | 25   |
| 2005  | 2,27 m     | 23 février 2005 14 juin 2005 17 juillet 2005 12 août 2005 | Weinheim (i) Athènes Erfurt Helsinki | 37   |
| 2006  | 2,30 m (i) | 14 février 2006                                           | Banská Bystrica                      | 19   |
| 2007  | 2,35 m     | 29 août 2007                                              | Osaka                                | 1    |
| 2008  | 2,32 m (i) | 7 février 2008                                            | Novi Sad                             | 9    |
| 2009  | 2,32 m     | 21 août 2009                                              | Berlin                               | 9    |
| 2010  | 2,30 m     | 10 février 2010 8 juillet 2010                            | Bydgoszcz (i) Lausanne               | 10   |
| 2011  | 2,33 m     | 6 mai 2011                                                | Doha                                 | 8    |
| 2012  | 2,30 m     | 9 juin 2012                                               | Limassol                             | 25   |
| 2013  | —          | —                                                         | —                                    | —    |
| 2014  | 2,28 m     | 30 juillet 2014                                           | Glasgow                              | 26   |
| 2015  | 2,29 m     | 6 juin 2015                                               | La Canée                             | 32   |
| 2016  | 2,32 m     | 13 février 2015                                           | Hustopeče                            | 16   |
| 2017  | —          | —                                                         | —                                    | —    |
| 2018  | —          | —                                                         | —                                    | —    |
| 2019  | 2,10 m     | 25 juillet 2019 10 août 2019                              | Limassol Varazdin                    |      |